# Aster spathulifolius
Aster spathulifolius là một loài thực vật có hoa trong họ Cúc. Loài này được Maxim. mô tả khoa học đầu tiên năm 1871.
Do chiều cao ngắn và lá dày, Haeguk chịu đựng được gió mạnh và lạnh. Nó tạo ra những bông hoa màu tím ở những điểm nắng giữa các tảng đá, từ tháng 7 đến tháng 11. Haeguk này chỉ phát triển ở Hàn Quốc và Nhật Bản. Nó bắt nguồn từ Ulleungdo và Dokdo, hai hòn đảo của Hàn Quốc ở Biển Đông. Dokdo có ý nghĩa đặc biệt với người Hàn Quốc vì đây là lãnh thổ đầu tiên của Hàn Quốc trở thành nạn nhân của chủ nghĩa đế quốc Nhật Bản trước khi Nhật Bản buộc phải chiếm đóng Triều Tiên (1910-1945). Vào mùa thu, Haeguks đang nở rộ, tô màu Dokdo bằng màu tím.